# Brooke Burke Charvet

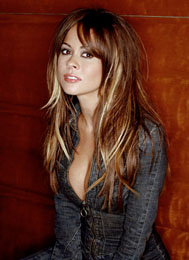
Brooke Burke (2004)

Brooke Burke (* 8. September 1971 in Hartford, Connecticut als Brooke Lisa Burke) ist eine US-amerikanische Schauspielerin, Tänzerin, Fernsehmoderatorin und ein Fotomodell.

## Leben und Karriere
Brooke Burke Charvet ist irischer, französischer und portugiesischer Abstammung. Zwar ist sie in Connecticut geboren, wuchs jedoch in Arizona auf. An der Universität von Kalifornien studierte sie Journalismus.
Bekannt wurde Burke Charvet durch Aktfotografien auf der Website BlueNudes.com sowie Fotostrecken für den Playboy in den Jahren 2001 und 2004. Es gab außerdem Fotostrecken von ihr in Magazinen wie Maxim oder FHM.
2001 konkurrierte Burke Charvet in der britischen Quizshow The Weakest Link, schied jedoch in der zweiten Runde aus. Von 2004 bis 2005 moderierte sie beim US-Medienunternehmen CBS Broadcasting die Reality-Show Rock Star. Die Sendung lehnt sich an American Idol an, jedoch geht es bei Rock Star darum, einen Sänger für eine Rockband zu finden. Des Weiteren war Burke Charvet in mehreren Staffeln der Fernsehsendung Dancing with the Stars Co-Moderatorin. Dancing with the Stars ist die amerikanische Version der britischen Sendung Strictly Come Dancing.
Große Bekanntheit erlangte Burke Charvet durch ihre Rolle der Rachel Teller in Need for Speed: Underground 2. Daraufhin spielte sie die Hauptrolle in Big Bumpin’ sowie in dem Werbespiel PocketBike Racer von Burger King.
Außerdem moderierte Burke Charvet zusammen mit Tiki Barber die Golden Globe Awards 2009. Gemeinsam mit Chris Harrison moderierte sie 2011 den Schönheitswettbewerb Miss America.
Im Februar 2011 hat Burke Charvet ihr erstes Buch mit dem Titel The Naked Mom: A Modern Mom's Fearless Revelations,Savvy Advice, and Soulful Reflections veröffentlicht.
Am 12. August 2011 heiratete Burke Charvet ihren langjährigen Verlobten David Charvet. Das Paar hat zwei gemeinsame Kinder, einen Sohn und eine Tochter, sowie zwei Töchter aus Burke Charvets erster Ehe mit Garth Fisher.

## Filmografie (Auswahl)
- 1998: Pensacola – Flügel aus Stahl (Pensacola: Wings of Gold, Fernsehserie, 1 Episode)
- 2002: That’s Life (Fernsehserie, 1 Episode)
- 2003: Rock Me, Baby (Fernsehserie, 1 Episode)
- 2004: Monk (Fernsehserie, 1 Episode)
- 2004: Office Girl (Less than Perfect, Fernsehserie, 1 Episode)
- 2004: The Hazing
- 2004: Absolut relativ (It’s All Relative, Fernsehserie, 1 Episode)
- 2004: Knuckle Sandwich
- 2006: Las Vegas (Fernsehserie, 1 Episode)